# Ван дер Вестхёйзен, Джин
Джин ван дер Вестхёйзен (африк. Jean van der Westhuyzen; род. 9 декабря 1998, Кейптаун) — австралийский гребец-байдарочник, олимпийский чемпион (2020), призёр чемпионатов мира. Ранее выступал за ЮАР.

## Биография
Джин ван дер Вестхёйзен родился 9 декабря 1998 года в Кейптауне, ЮАР. Там же он и вырос. Младший брат Пьер (род. 2003) также является гребцом, призёром Олимпийских игр 2024 года.

## Карьера
Первоначально выступал за ЮАР и выиграл бронзовую медаль на чемпионате мира 2017 года в Рачице в байдарке-двойке, а также выступал на дистанции 5000 метров. В целом, он специализировался до эмиграции в Австралию на длинных дистанциях.
В 2018 году участвовал на открытом чемпионате Океании, где стал 27-м в спринте на 200 м, 35-м на 500 м и девятым на 100 метров.
Участвовал на чемпионате мира 2019 года в Сегеде в одиночке на 1000 м, став десятым. Также принял участие на двух этапах Кубка мира: в Дуйсбурге занял восьмое место на дистанции 1000 м, а в Познани — двенадцатое.
В 2020 году значительно улучшил свои результаты на чемпионате Океании, выиграв в байдарке-двойке на дистанции 1000 м и завоевав три серебра — в одиночке на 500 м и 1000 м, а также в байдарке-четвёрке на 500 метров.
Он выиграл золотую медаль в байдарке-двойке на дистанции 1000 метров на летних Олимпийских играх 2020 года в Токио. Его напарником был Томас Грин Жан также участвовал в одиночке на 1000 метров в Токио, заняв 11-е место (он стал третьим в финале B).